# 土卫六湖泊

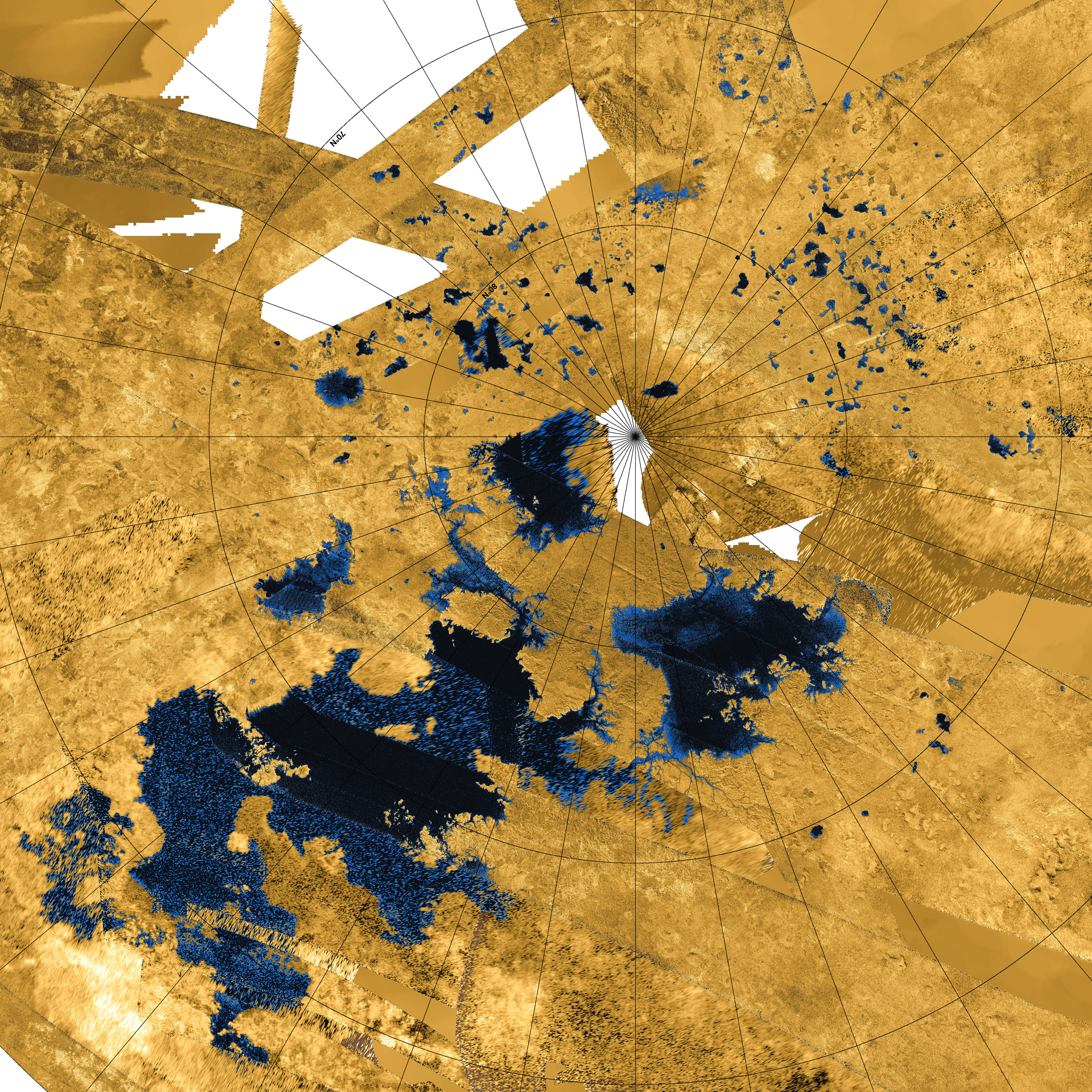
卡西尼号合成孔径雷达成像的土卫六北极区中等分辨率伪色拼接图，显示了碳氢化合物海洋、湖泊和支流河道。蓝色表示由液态乙烷、甲烷和溶解氮构成的低雷达反射区。土卫六上最大的海洋—克拉肯海位于左下角，北极下方的另一片大海域是丽姬亚海，而面积只有它一半的蓬加海则就在北极的左侧，白色区域尚未被成像。

卡西尼-惠更斯号太空探测器在土星最大的卫星土卫六上探测到了早前猜测的液体乙烷和甲烷湖泊，其中大的被称为海（maria），小的则被称为湖（lacūs）。

## 历史

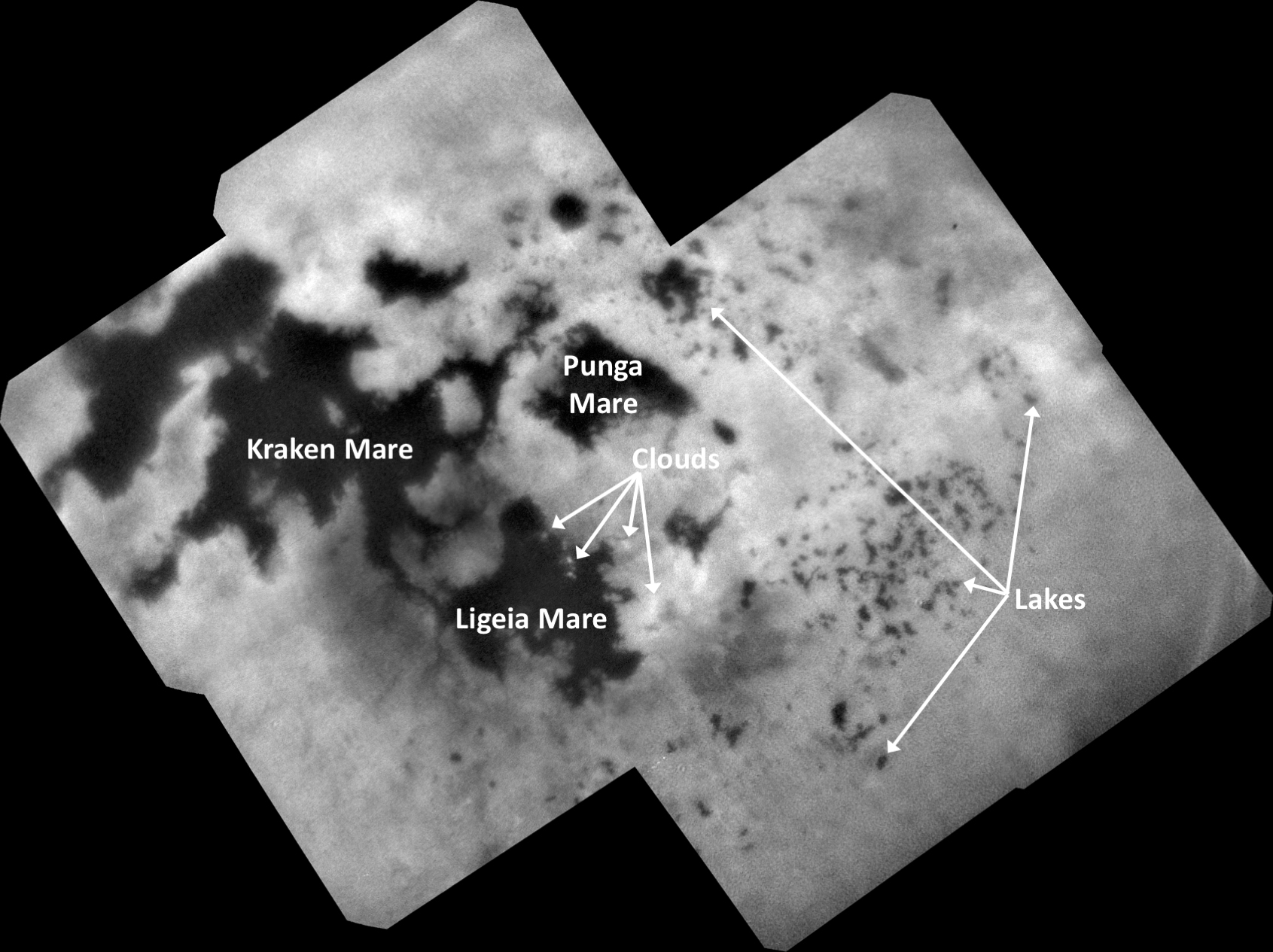
土卫六湖泊 (2017年9月11日)

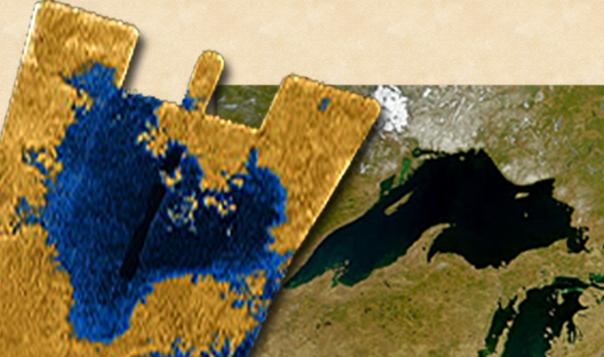
丽姬亚海与苏必利尔湖大小的比较。

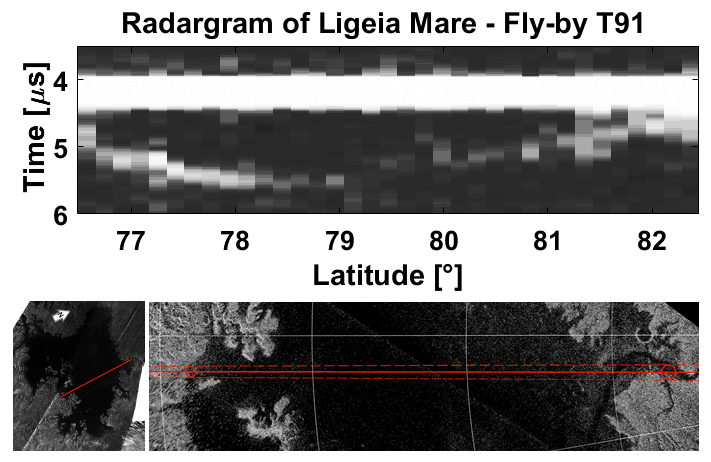
卡西尼号雷达高度计获取的雷达图，显示了沿红线标出的丽姬亚海表面和海底的横截面，每列显示随时间变化的接收率。

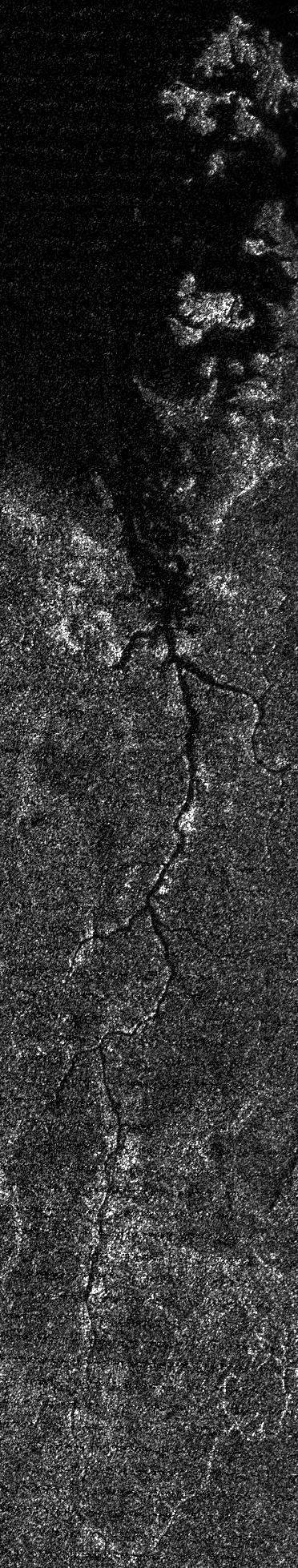
维德浚道，一条流入丽姬亚海的400公里长河流（上图右下角）。

根据1977年8月和9月发射的“旅行者1号”和“旅行者2号”太空探测器发回的数据，首次提出了土卫六上可能存在海洋。数据显示土卫六有一层由大致合适的温度和成分支持的稠密大气层。直到1995年，哈勃空间望远镜和其他观测数据才获得了表明土卫六上存在液态甲烷的直接证据，表面星如棋布地分布着一些大小不一的液体湖泊和海洋，就像地球上的水域一样。
卡西尼号任务最终证实了以前猜测，尽管并非立刻。当探测器于2004年到达土星系时，人们希望通过液体表面反射的阳光检测到碳氢化合物湖泊或海洋，但起初并没观察到任何镜面反射。
在土卫六极地区发现液态乙烷和甲烷的可能性仍然存在，在那里，它们被认为是最丰富和稳定的。在土卫六南极区，第一座被确认的疑似湖泊，是一处名为安大略湖的神秘黑色特征，可能由所观测到聚集在该地区的云团形成的，此外，通过雷达图像还在极点附近识别出一条可能的海岸线。在2006年7月22日的一次飞越中，卡西尼号探测器上的雷达对正值冬季的北纬地区进行了成像，在北极附近表面看到了许多巨大而光滑的斑块（雷达图像上呈现为黑色）。2007年1月，科学家们根据观测结果宣布“土星卫星土卫六上存在甲烷湖泊的确凿证据”。卡西尼-惠更斯团队断定，这些成像的特征几乎可以肯定是长期来所寻找的碳氢化合物湖，这是在地球以外第一次发现的地表稳定液体。有些似乎带有位于低洼地形中的液体河道。一些地区的河道几乎没有造成侵蚀，表明土卫六上的侵蚀速度非常缓慢，或者最近的一些其他现象可能已抹除了古老的河床和地貌。总体而言，卡西尼号的雷达观测表明，土卫六湖泊覆盖的地表面积极少，而且集中在两极附近，使得它比地球要干燥得多，其低层大气中湿度相对较高的甲烷，主要通过仅占整个表面0.002–0.02%的湖泊蒸发来维持。
2007年2月底的一次飞越过程中，卡西尼号雷达和相机观测显示，北极地区分布有几处大型特征，被解释为大面积的甲烷和/或乙烷液体，其中包括面积为12.6万公里2 （48649英里2）（比地球上最大的淡水湖，密歇根－休伦湖略大）的丽姬亚海和另一座克拉肯海，后来证明它的面积是前者的三倍大。2007年10月，卡西尼号在飞越土卫六南极地区时也揭示出了类似的湖面特征，但面积要小得多。

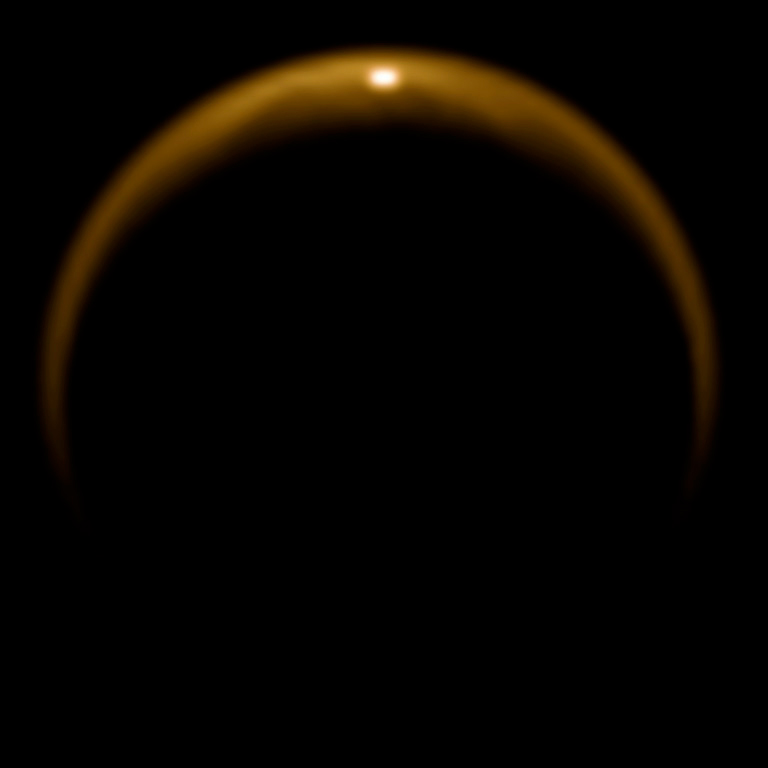
北极液体区镜泊湖的红外线镜面反射

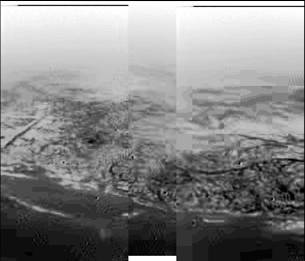
惠更斯号下降过程中拍摄的土卫六图像，显示了山丘及类似海岸线和溢流通道的地形特征。

在2007年12月卡西尼号近距离飞越期间，视觉和测绘仪观察了土卫六南极地区的安大略湖。该仪器根据材料吸收和反射红外光的方式识别出不同的化学物质。2009年7月和2010年1月的雷达测量表明，安大略湖非常浅，平均深度为0.4-3.2米（1英尺4英寸-10.5英尺），最大深度为2.9-7.4米（9.5英尺-24.4英尺)，因此，可能类似于地球上的泥滩。相比之下，北半球丽姬亚海的深度则达到170米(557.9英尺) 。

### 湖泊的化学成分和表面粗糙度
根据卡西尼号数据，科学家于2008年2月13日宣布，土卫六极地湖泊中蕴藏的“天然气和其他液态碳氢化合物数百倍于地球上所有已知的石油和天然气储量”；赤道沿线的沙丘虽然没有暴露的液体，但其有机物含量却超过了地球上全部的煤炭储量；据估计，土卫六可见湖泊和海洋中所含石油储量约为地球上已探明储量的300倍。2008年6月，卡西尼号可见光和红外测绘光谱仪毫无疑问地证实了土卫六南半球一座湖泊中存在液态乙烷。目前这些湖泊中确切的碳氢化合物混合成分尚不清楚，但根据计算机模型显示，平均四分之三的极地湖泊为含有10%甲烷、7%丙烷及少量氰化氢、丁烷、氮和氩气的乙烷湖。预计苯会像雪一样飘落并迅速溶解在湖泊中，尽管湖泊可能会饱和，就像地球上饱含盐分的死海一样。多余的苯会在湖岸和湖底堆积成淤泥，最终被乙烷雨侵蚀，形成复杂的洞窟地貌，预计也会形成由氨和乙炔组成的盐状化合物。但是，土卫六湖泊的化学成分和物理特性可能会因湖而异（2013年卡西尼号的观测表明，丽姬亚海充满甲烷、乙烷和氮气的三元混合物，因此探测器上的雷达信号能够探测到液面以下170米（557.9英尺）的海底。
当北方湖泊从冬季黑夜中出现时，卡西尼号最初没有探测到波浪（计算表明，低于1米每秒（2.2英里/小时）的风速应该会在土卫六乙烷湖中激起可探测到的波浪，但并未观察到任何波浪），这可能是由于季风风速较低或碳氢化合物凝固所造成。固体甲烷表面（接近熔点）的光学性质与液体表面非常接近，但粘度更大，即使接近熔点也高出液体数个量级，这也解释了表面异常光滑的原因。固态甲烷的密度比液态大，所以最终会下沉，但由于可能含有大气中氮气的气泡，甲烷冰会漂浮一段时间。接近甲烷冰点（90.4开尔文/华氏-296.95度）温度时，可能会产生浮冰和冰下沉 - 即液体上方的碳氢化合物冰壳和湖底的碳氢化合物冰块，预计冰块在春季开始融化前会再次浮到表面。
自2014年以来，卡西尼号在克拉肯海、丽姬亚海和蓬加海检测到瞬态特征。实验室模拟表明，这些特征（例如雷达明亮的“魔法岛”）可能是湖泊中溶解的氮快速释放所产生的大片气泡。据预测，当湖泊变冷而随后又变暖或当富含甲烷的流体与富含乙烷的流体因暴雨而混合时，就会发生气泡爆发事件。气泡破裂事件也可能影响了土卫六河流三角洲的形成。另一种解释是卡西尼号可见光和红外测绘光谱仪近红外数据中的瞬态特征可能由所风驱动，以~0.7米/秒(1.5 mph)流速和~1.5 厘米 (1/2") 高度移动的表面张力波（涟漪）。后来对卡西尼号可见光和红外测绘光谱仪数据的分析表明，潮汐流也可能是克拉肯海狭窄海峡(Freta) 中形成持久性波浪的原因。
2017年，预计通过蒸发、降雨以及20米/秒（72公里/小时或45英里/小时）的强风所形成的气旋最多只在北部大型海区（克拉肯海、丽姬亚海和蓬加海）上空持续了十天左右时间。然而，2017年对2007年至2015年卡西尼号数据的分析表明，这三片海区产生的波浪较小，约只有1厘米（25/64英寸）高和20厘米（8英寸）长。研究结果对将初夏视为土卫六多风季的开始提出了质疑，因为强风应该会产生更大的波浪。2019年的一项理论研究结论是，降落在土卫六湖泊上相对密集的气溶胶可能具有液体排斥性，在湖面形成了一层持久的薄膜，从而抑制了波长大于数厘米的波浪形成。

### 镜面反射观测

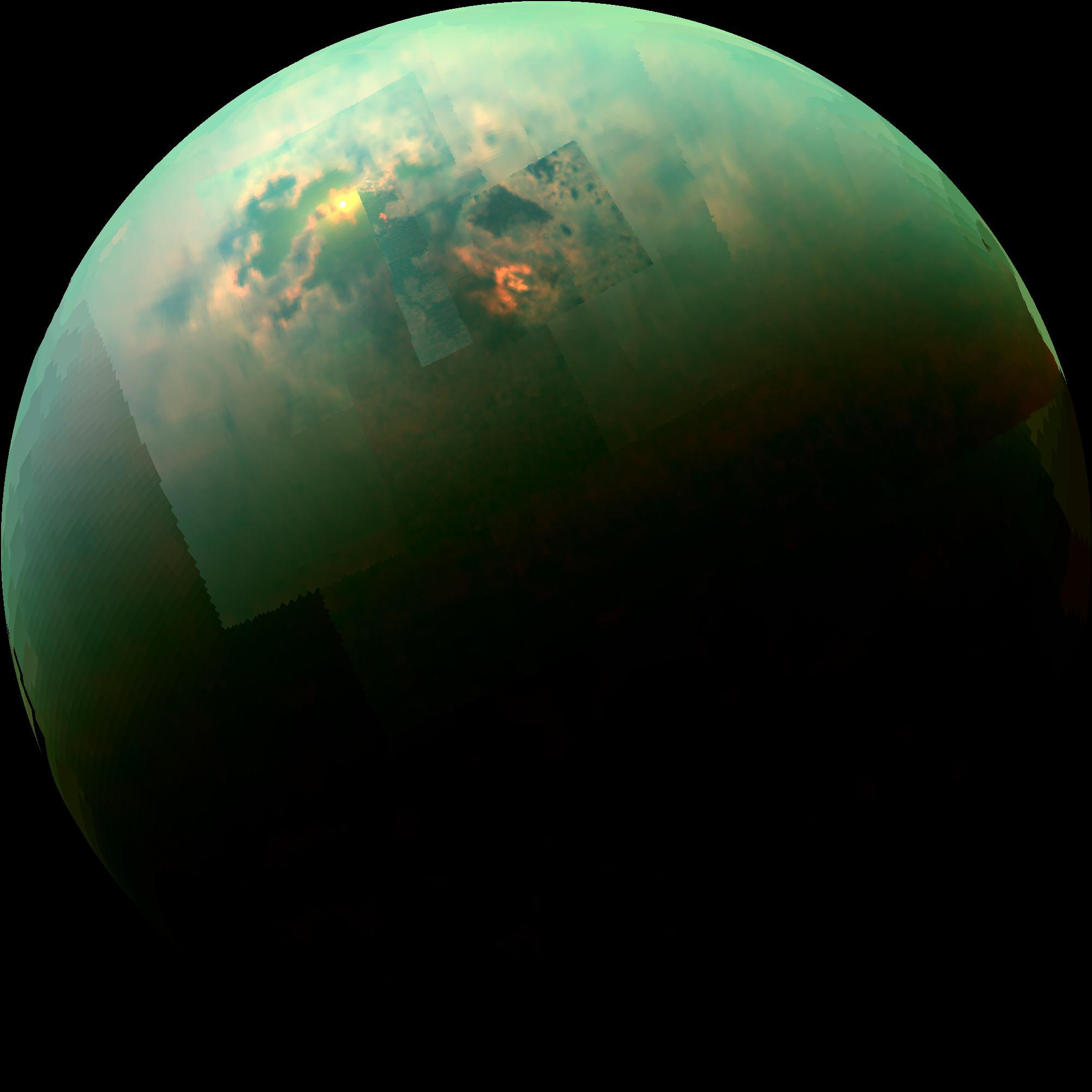
土卫六碳氢化合物海洋反射的太阳近红外辐射。

2008年12月21日，当卡西尼号从安大略湖上空1900公里（1180英里）处掠过时，雷达观测到了镜面反射。信号比预期要强得多，使探测器的接收器曾产生饱和。从反射强度得出的结论是，在仅100米（328英尺）宽的首个菲涅耳反射区上，湖面液位变化不超过3毫米（1/8英寸）（比地球上任何自然干燥的表面都要平整）。由此推测，该地区在此季节的地面风最小，并/或湖中液体比预期的更粘稠 。
2009年7月8日，卡西尼号可见光和红外测绘光谱仪(VIMS) 在北半球北纬71度、西经337度 （页面存档备份，存于）的液体区域观察到5微米的红外光镜面反射。这被描述为发生在克拉肯海的南部海岸线上，但在雷达-可见光和红外测绘光谱组合图上，该位置显示为一座单独的湖泊（后命名为镜泊湖）。这次观测是在北极地区走出漫长的15年冬夜后不久进行的。由于反射液体位于极地，观测相位角需要接近180°。

### 惠更斯探测器的赤道原位观测
2005年1月14日，惠更斯号探测器在土卫六赤道附近着陆，在此的发现与极地区形成了鲜明的对比，探测器在下降过程中拍摄的图像显示没有出现液体区，但强烈表明最近存在过液体，苍白的山丘表面布满纵横交错的溢道，流向一处宽阔平坦的黑色区域。起初认为该黑色区域可能是一座由液体或至少是焦油状物质构成的湖泊，但现在很清楚惠更斯号所降落的黑色区域为没有任何液体迹象的固体地表。贯入仪研究了探测器所触及地表的成分，最初报道称，其表面类似于湿粘土，或像焦糖布丁（即覆盖着粘性物质的硬壳）。随后的数据分析表明，这一读数可能是惠更斯号落地时挪动了一块大卵石所致。因而，将其描述为冰粒“沙滩”更恰当。探测器着陆后拍摄的图像显示，这是一片散布着鹅卵石的平坦平原，鹅卵石可能由水冰形成，圆润的外形表明曾受到过流体作用。温度计显示，惠更斯探测器的热量消失很快，地面一定变得很潮湿，一幅图像显示了滴落在相机镜头上的露珠反光。在土卫六上，微弱的阳光每年只能蒸发约1厘米的液体（地球上为1米的水），但在降雨形成前，大气层可吸纳相当于10米（28英尺）的液体（地球上仅为2厘米[25/32英寸]）。因此，预计土卫六的天气会出现降水量达数米（15-20英寸）的倾盆大雨，并引发暴洪，期间间隔着数十或数百年的干旱期（而地球上典型的天气在大多数星期中都会有小雨）。卡西尼号自2004年来只观测到过一次赤道暴雨，尽管如此，在2012年还是意外发现了许多长期存在的热带碳氢化合物湖（包括香格里拉地区惠更斯登陆点附近的一座湖泊，面积约为犹他州大盐湖的一半，深度至少为1米[3.4英尺]）。与地球上一样，供源可能来自地下含水层，换言之，土卫六干旱的赤道地区包含有“绿洲”。

### 土卫六甲烷循环和地质对湖泊形成的影响

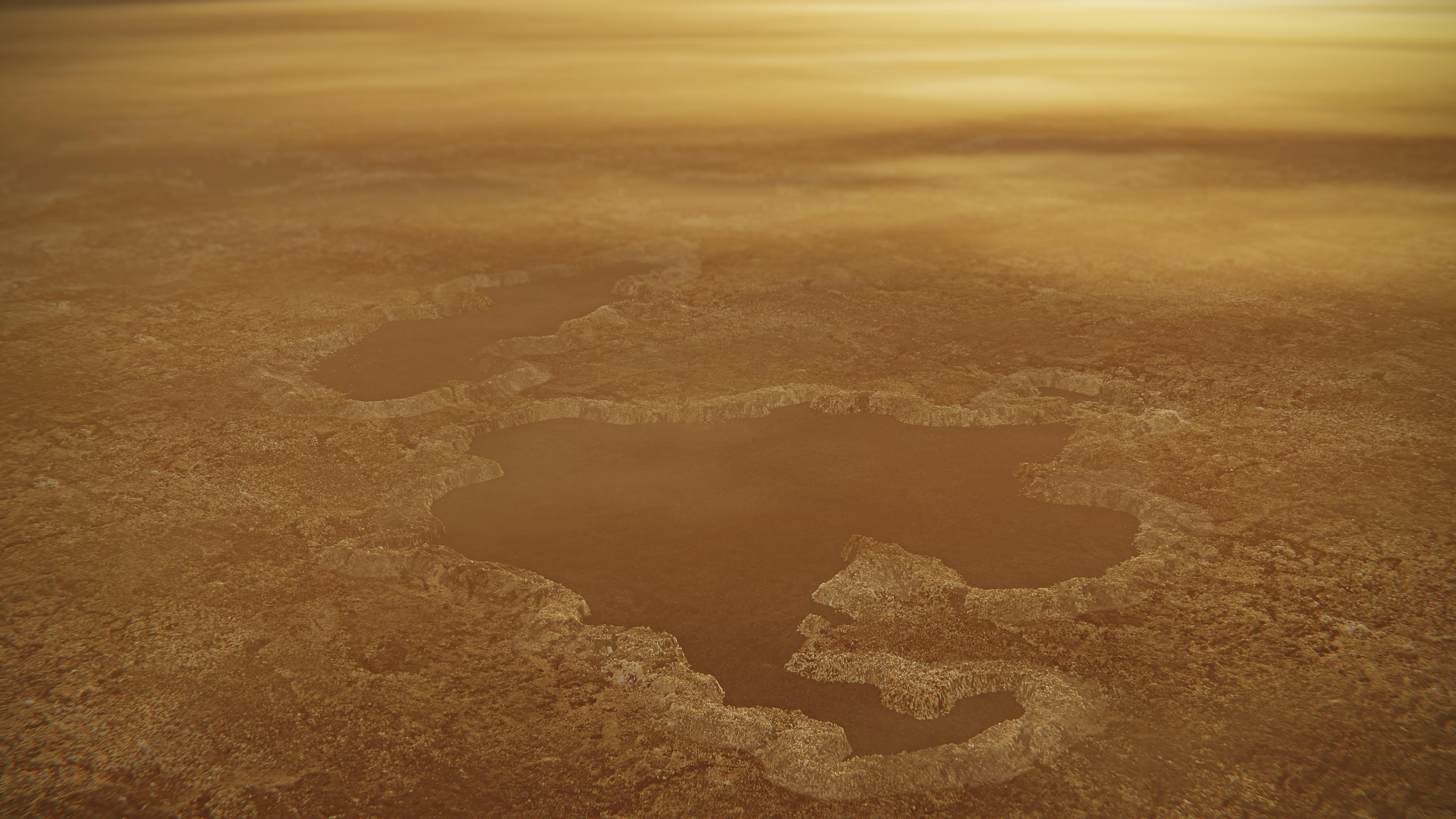
环绕堤岸的土卫六湖泊
(艺术想象图)

土卫六大气环流的振荡模型表明，在一个土星年期间，液体从赤道区被输送到两极，在那里通过降雨回到地面，这可能就是赤道地区相对干燥的原因。根据计算机模型显示，土卫六春分和秋分期间，通常无雨的赤道地区会发生强烈的暴雨，有足够的液体冲刷出惠更斯号发现的那些流道。该模型还预测，来自太阳的能量将会蒸发土卫六表面的液态甲烷，但极地区除外，那里相对缺乏阳光，使得液态甲烷更容易积聚到永久性湖泊中。该模型显然也解释了为何北半球拥有更多的湖泊。由于土星轨道的偏心率，土卫六北方夏季时间比南方更长，因此，北方的雨季时间也更长。
然而，卡西尼号最近的观测（2013年）表明，地质学也可以解释湖泊的地理分布和其他地表特征。土卫六上一个令人费解的特征是两极和中纬度地区都没有撞击坑，尤其是低海拔地区，这些区域可能是由地下乙烷和甲烷泉形成的湿地。因此，任何由撞击形成的陨石坑都将很快被潮湿的沉积物淹没。而地下含水层的存在则可解释另一个谜团，土卫六大气层中充满了甲烷，根据计算，甲烷将与太阳紫外线发生反应，生成液态乙烷。随着时间的推移，该卫星应已形成了数百米（1500-2500英尺）深的乙烷海洋，而不仅仅只有少数几座极地湖泊。湿地的存在表明乙烷已渗入到地下，形成一层类似地球上地下水的地下液体层。一种可能是，被称为笼形复合物的形成改变了进入地下碳氢化合物“含水层”的降雨径流化学成分。这一过程导致形成会流入进一些河流和湖泊的地下丙烷和乙烷层。地下发生的化学变化会影响土卫六的表面，由地下丙烷或乙烷层泉水补给的湖泊和河流将显示出相同的成分，而由降雨补给的湖泊和河流则不同，且含有大量的甲烷。
除了3%的土卫六湖泊外，其他所有湖泊都位于北极附近约900×1800公里（559×1118英里）的明亮地形单元内。这里发现的湖泊具有非常独特的形状—圆形复杂的轮廓和陡峭的侧面，表明地壳变形产生了可注满液体的裂缝。现已提出了多种形成解释机制，从冰火山喷发后的地表崩塌到喀斯特地形，在那里液体溶解了可溶冰。而边缘陡峭（高达数百英尺）的较小湖泊（方圆数十英里）则可能类似于火山湖，即随后被液体注满的爆炸坑。这些爆炸被认为是由气候波动引起，气候波动导致液氮在更冷时期积聚在地壳内，然后在变暖汽化时急骤膨胀而爆炸。

## 土卫六海洋探测
泰坦海洋探测器（时间号）是美国宇航局/欧空局提出的一架着陆器，它将溅落在丽姬亚海并分析其表面、海岸线和土卫六大气层。然而，该计划在2012年8月被放弃，当时美国宇航局选择了洞察号火星探测器任务。

## 命名的湖泊和海洋

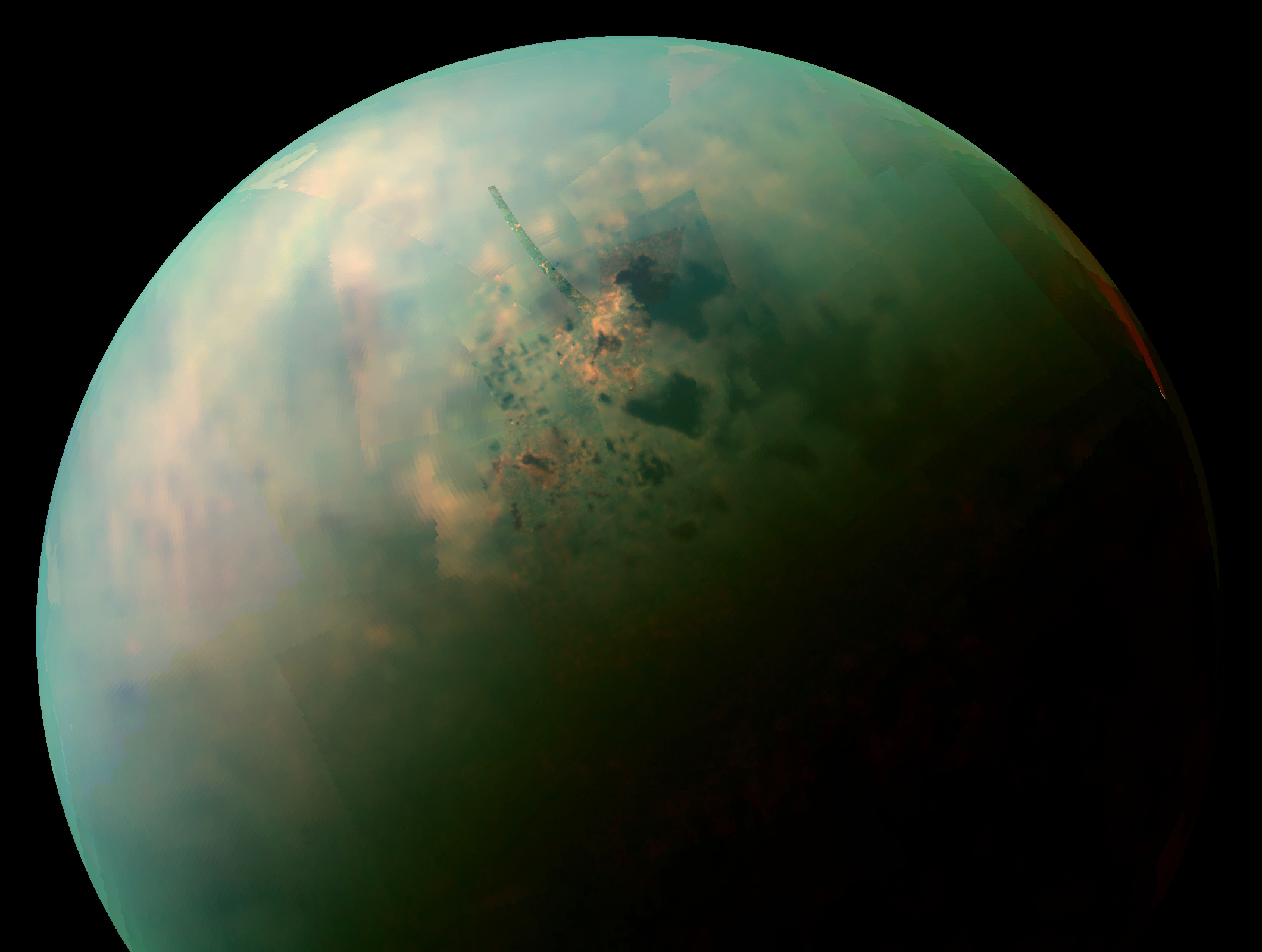
显示了土卫六北半球海洋和湖泊的近红外伪色视图，附近的一些橙色区域可能是液态碳氢化合物消退后遗留的有机蒸发岩沉积物。

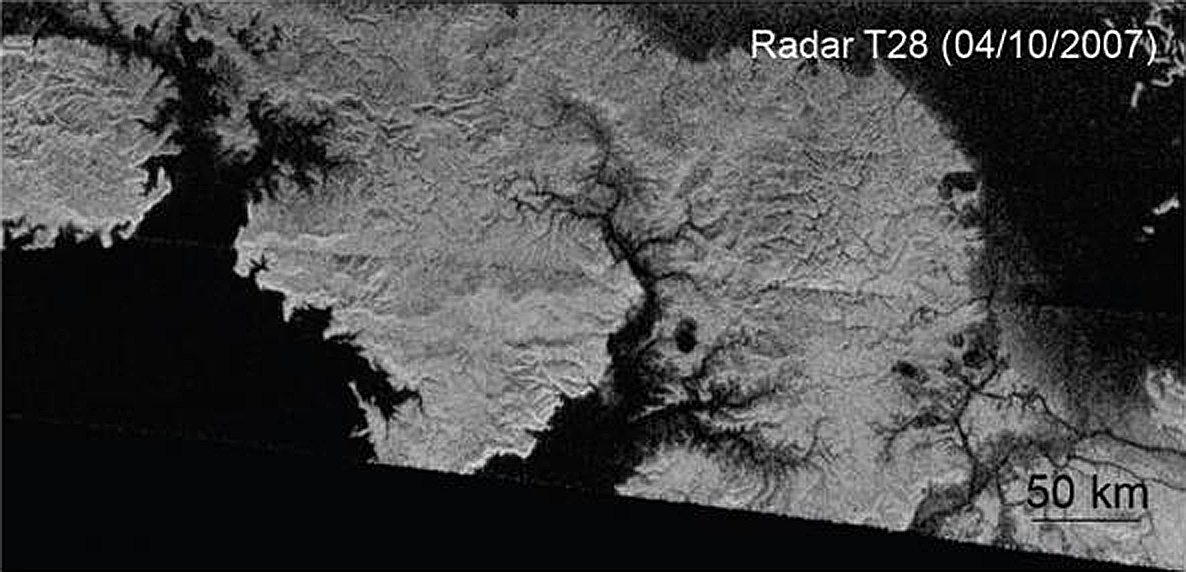
注入到克拉肯海（左下）和丽姬亚海（右上）的交错流道。

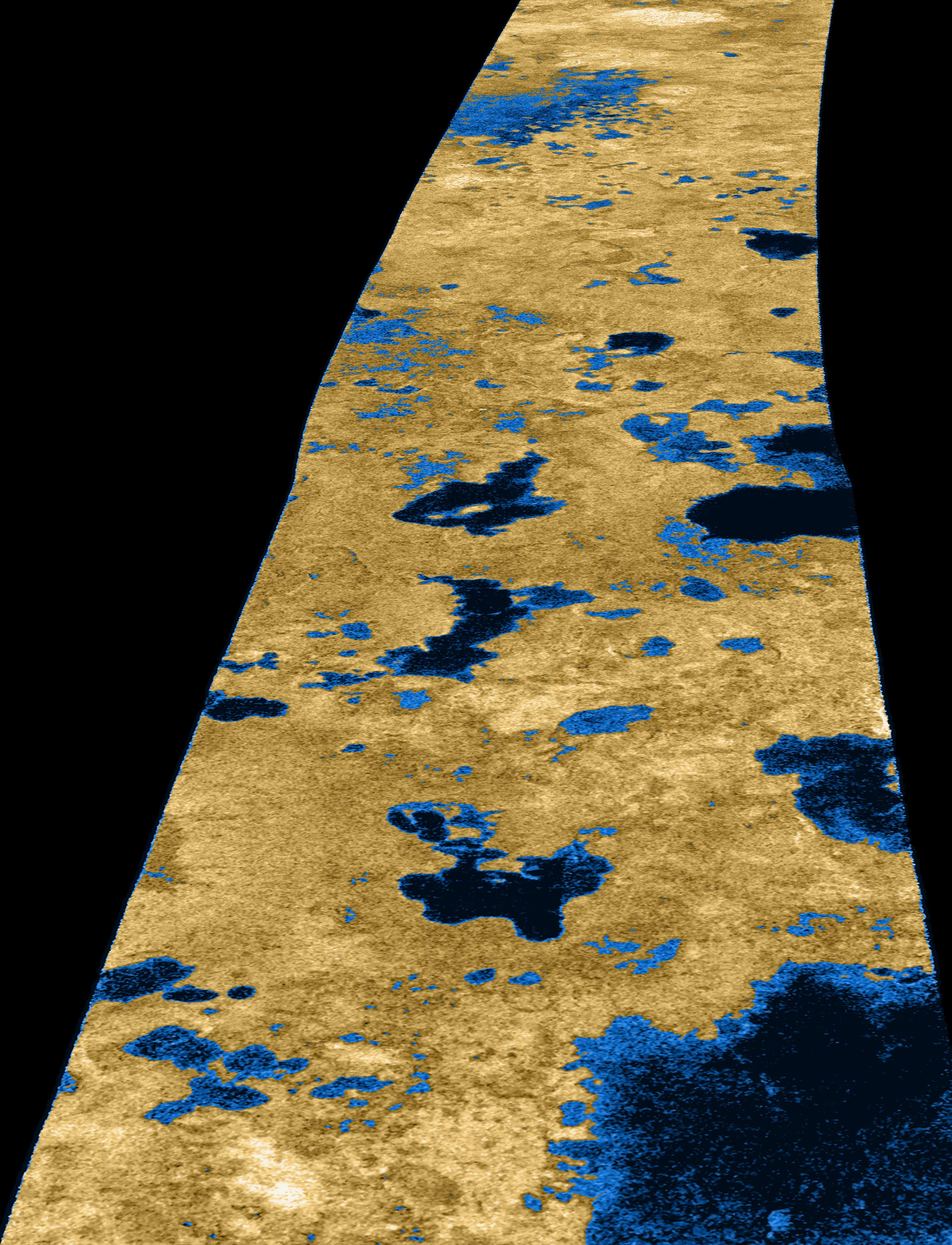
2006年卡西尼号拍摄的土卫六碳氢化合物湖雷达图：右下角为博尔塞纳湖、它的左上方是索托内拉湖，科伊泰雷湖和内湖分别位于中段中左和右侧边缘，左上角则是麦凯湖。

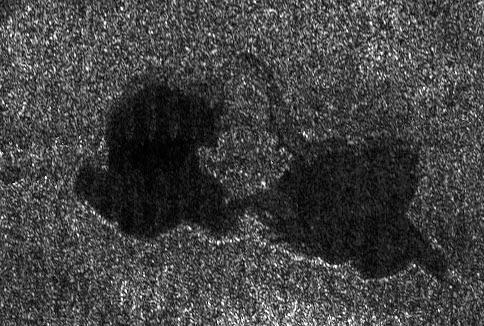
土卫六上的“吻湖”，正式命名为阿拜亚湖，直径约65公里（40英里）

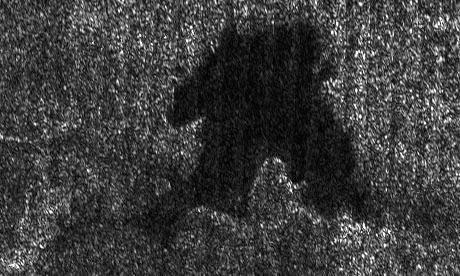
费亚湖，纵横约47公里（29英里），一座分布有数座大半岛的湖泊。

标注为“湖”（lacus）的特征被认为是乙烷/甲烷湖，而标注为“干湖”（lacuna）的特征被认为是湖床，两者都是以地球上的湖泊所命名；标注“湾”（sinus）的特征是湖泊或海洋中的海湾，它们以地球上的海湾和海峡来命名；标有“岛屿”（insula）的特征是液体区内的岛状物，以神话中的岛屿命名；土卫六上的“海”（大型碳氢化合物海洋）是以世界神话中的海怪命名 。以下列表的最新数据截止2020年。

### 海洋
| 中文名   | 英文名      | 坐标                              | 长度(公里) | 面积(公里2) | 命名来源                                  |
| -------- | ----------- | --------------------------------- | ---------- | ----------- | ----------------------------------------- |
| 克拉肯海 | Kraken Mare | 68°00′N 310°00′W / 68.0°N 310.0°W | 1,170      | 400,000     | 挪威海怪克拉肯。                          |
| 丽姬亚海 | Ligeia Mare | 79°00′N 248°00′W / 79.0°N 248.0°W | 500        | 126,000     | 希腊神话中的海妖，塞壬之一利革亚。        |
| 蓬加海   | Punga Mare  | 85°06′N 339°42′W / 85.1°N 339.7°W | 380        | 40,000      | 毛利人神话中鲨鱼、鳐鱼和蜥蜴的祖先—蓬加。 |

### 湖泊
| 中文名       | 英文名           | 坐标                                | 长度(公里) | 命名来源                                           |
| ------------ | ---------------- | ----------------------------------- | ---------- | -------------------------------------------------- |
| 阿拜亚湖     | Abaya Lacus      | 73°10′N 45°33′W / 73.17°N 45.55°W   | 65         | 埃塞俄比亚阿拜亚湖                                 |
| 阿克梅纳湖   | Akmena Lacus     | 85°06′N 55°36′W / 85.1°N 55.6°W     | 35.6       | 立陶宛阿克梅纳湖                                   |
| 阿尔巴诺湖   | Albano Lacus     | 65°54′N 236°24′W / 65.9°N 236.4°W   | 6.2        | 意大利阿尔巴诺湖                                   |
| 阿讷西湖     | Annecy Lacus     | 76°48′N 128°54′W / 76.8°N 128.9°W   | 20         | 法国阿讷西湖                                       |
| 阿拉拉湖     | Arala Lacus      | 78°06′N 124°54′W / 78.1°N 124.9°W   | 12.3       | 马里阿拉拉湖                                       |
| 阿蒂特兰湖   | Atitlán Lacus    | 69°18′N 238°48′W / 69.3°N 238.8°W   | 13.7       | 危地马拉阿蒂特兰湖                                 |
| 巴拉顿湖     | Balaton Lacus    | 82°54′N 87°30′W / 82.9°N 87.5°W     | 35.6       | 匈牙利巴拉顿湖                                     |
| 博尔塞納湖   | Bolsena Lacus    | 75°45′N 10°17′W / 75.75°N 10.28°W   | 101        | 意大利博尔塞纳湖                                   |
| 布里恩茨湖   | Brienz Lacus     | 85°18′N 43°48′W / 85.3°N 43.8°W     | 50.6       | 瑞士布里恩茨湖                                     |
| 布阿达湖     | Buada Lacus      | 76°24′N 129°36′W / 76.4°N 129.6°W   | 76.4       | 瑙鲁布阿达泻湖                                     |
| 卡迪尔湖     | Cardiel Lacus    | 70°12′N 206°30′W / 70.2°N 206.5°W   | 22         | 阿根廷卡迪尔湖                                     |
| 卡尤加湖     | Cayuga Lacus     | 69°48′N 230°00′W / 69.8°N 230.0°W   | 22.7       | 美国卡尤加湖                                       |
| 奇尔瓦湖     | Chilwa Lacus     | 75°00′N 131°18′W / 75°N 131.3°W     | 19.8       | 靠近马拉维-莫桑比克边界的奇尔瓦湖                  |
| 克维诺湖     | Crveno Lacus     | 79°36′S 184°54′W / 79.6°S 184.9°W   | 41.0       | 克罗地亚红湖                                       |
| 迪洛洛湖     | Dilolo Lacus     | 76°12′N 125°00′W / 76.2°N 125°W     | 18.3       | 安哥拉迪洛洛湖                                     |
| 德里济斯湖   | Dridzis Lacus    | 78°54′N 131°18′W / 78.9°N 131.3°W   | 50         | 拉脱维亚德里济斯湖                                 |
| 费亚湖       | Feia Lacus       | 73°42′N 64°25′W / 73.7°N 64.41°W    | 47         | 巴西福莫萨费亚湖                                   |
| 福戈湖       | Fogo Lacus       | 81°54′N 98°00′W / 81.9°N 98°W       | 32.3       | 葡萄牙亚速尔群岛拉戈阿-福戈火山湖                  |
| 弗里曼湖     | Freeman Lacus    | 73°36′N 211°06′W / 73.6°N 211.1°W   | 26         | 美国弗里曼湖                                       |
| 格拉斯米尔湖 | Grasmere Lacus   | 72°18′N 103°06′W / 72.3°N 103.1°W   | 33.3       | 英国格拉斯米尔湖                                   |
| 哈马尔湖     | Hammar Lacus     | 48°36′N 308°17′W / 48.6°N 308.29°W  | 200        | 伊拉克哈马尔湖                                     |
| 洛加湖       | Hlawga Lacus     | 76°36′N 103°36′W / 76.6°N 103.6°W   | 40.3       | 缅甸洛加湖                                         |
| 伊胡特里湖   | Ihotry Lacus     | 76°06′N 137°12′W / 76.1°N 137.2°W   | 37.5       | 马达加斯加伊胡特里湖                               |
| 伊莫金湖     | Imogene Lacus    | 71°06′N 111°48′W / 71.1°N 111.8°W   | 38         | 美国伊莫金湖                                       |
| 镜泊湖       | Jingpo Lacus     | 73°00′N 336°00′W / 73.0°N 336.0°W   | 240        | 中国镜泊湖                                         |
| 胡宁湖       | Junín Lacus      | 66°54′N 236°54′W / 66.9°N 236.9°W   | 6.3        | 秘鲁胡宁湖                                         |
| 喀拉库勒湖   | Karakul Lacus    | 86°18′N 56°36′W / 86.3°N 56.6°W     | 18.4       | 塔吉克斯坦喀拉库勒湖                               |
| 凯央根湖     | Kayangan Lacus   | 86°18′S 236°54′W / 86.3°S 236.9°W   | 6.2        | 菲律宾凯央根湖                                     |
| 基伍湖       | Kivu Lacus       | 87°00′N 121°00′W / 87.0°N 121.0°W   | 77.5       | 卢旺达和刚果民主共和国边界的基伍湖                 |
| 科伊泰雷湖   | Koitere Lacus    | 79°24′N 36°08′W / 79.4°N 36.14°W    | 68         | 芬兰科伊泰雷湖                                     |
| 拉多加湖     | Ladoga Lacus     | 74°48′N 26°06′W / 74.8°N 26.1°W     | 110        | 俄罗斯拉多加湖                                     |
| 拉格都湖     | Lagdo Lacus      | 75°30′N 125°42′W / 75.5°N 125.7°W   | 37.8       | 喀麦隆拉格都水库                                   |
| 拉瑙湖       | Lanao Lacus      | 71°00′N 217°42′W / 71.0°N 217.7°W   | 34.5       | 菲律宾拉瑙湖                                       |
| 莱塔斯湖     | Letas Lacus      | 81°18′N 88°12′W / 81.3°N 88.2°W     | 23.7       | 瓦努阿图莱塔斯湖                                   |
| 洛克塔克湖   | Logtak Lacus     | 70°48′N 124°06′W / 70.8°N 124.1°W   | 14.3       | 印度洛克塔克湖                                     |
| 麦凯湖       | Mackay Lacus     | 78°19′N 97°32′W / 78.32°N 97.53°W   | 180        | 西澳大利亚州麦凯湖                                 |
| 马拉开波湖   | Maracaibo Lacus  | 75°18′N 127°42′W / 75.3°N 127.7°W   | 20.4       | 委内瑞拉马拉开波湖                                 |
| 慕格湖       | Müggel Lacus     | 84°26′N 203°30′W / 84.44°N 203.5°W  | 170        | 德国慕格湖                                         |
| 穆日维湖     | Muzhwi Lacus     | 74°48′N 126°18′W / 74.8°N 126.3°W   | 36         | 津巴布韦穆日维水坝                                 |
| 姆韦鲁湖     | Mweru Lacus      | 71°54′N 131°48′W / 71.9°N 131.8°W   | 20.6       | 位于赞比亚和刚果民主共和国边界的姆韦鲁湖           |
| 米湖         | Mývatn Lacus     | 78°11′N 135°17′W / 78.19°N 135.28°W | 55         | 冰岛米湖                                           |
| 内湖         | Neagh Lacus      | 81°07′N 32°10′W / 81.11°N 32.16°W   | 98         | 北爱尔兰内湖                                       |
| 内格拉湖     | Negra Lacus      | 75°30′N 128°54′W / 75.5°N 128.9°W   | 15.3       | 乌拉圭内格拉湖                                     |
| 奥赫里德湖   | Ohrid Lacus      | 71°48′N 221°54′W / 71.8°N 221.9°W   | 17.3       | 位于北马其顿和阿尔巴尼亚的边界上奥赫里德湖         |
| 奥洛梅加湖   | Olomega Lacus    | 78°42′N 122°12′W / 78.7°N 122.2°W   | 15.7       | 萨尔瓦多奥洛梅加湖                                 |
| 奥奈达湖     | Oneida Lacus     | 76°08′N 131°50′W / 76.14°N 131.83°W | 51         | 美国奥奈达湖                                       |
| 安大略湖     | Ontario Lacus    | 72°00′S 183°00′W / 72.0°S 183.0°W   | 235        | 位于加拿大和美国的边界安大略湖                     |
| 费瓦湖       | Phewa Lacus      | 72°12′N 124°00′W / 72.2°N 124°W     | 12         | 尼泊尔费瓦湖                                       |
| 普雷斯帕湖   | Prespa Lacus     | 73°06′N 135°42′W / 73.1°N 135.7°W   | 43.7       | 位于北马其顿、阿尔巴尼亚和希腊三边交界的普雷斯帕湖 |
| 青海湖       | Qinghai Lacus    | 83°24′N 51°30′W / 83.4°N 51.5°W     | 44.3       | 中国青海湖                                         |
| 基洛托阿     | Quilotoa Lacus   | 80°18′N 120°06′W / 80.3°N 120.1°W   | 11.8       | 厄瓜多尔基洛托阿火山湖                             |
| 兰诺赫湖     | Rannoch Lacus    | 74°12′N 129°18′W / 74.2°N 129.3°W   | 63.5       | 苏格兰兰诺赫湖                                     |
| 罗卡湖       | Roca Lacus       | 79°48′N 123°30′W / 79.8°N 123.5°W   | 46         | 智利拉斯罗卡湖                                     |
| 鲁夸湖       | Rukwa Lacus      | 74°48′N 134°48′W / 74.8°N 134.8°W   | 36         | 坦桑尼亚鲁夸湖                                     |
| 鲁韦古拉湖   | Rwegura Lacus    | 71°30′N 105°12′W / 71.5°N 105.2°W   | 21.7       | 布隆迪鲁韦古拉大坝                                 |
| 塞凡湖       | Sevan Lacus      | 69°42′N 225°36′W / 69.7°N 225.6°W   | 46.9       | 亚美尼亚塞凡湖                                     |
| 精进湖       | Shoji Lacus      | 79°42′S 166°24′W / 79.7°S 166.4°W   | 5.8        | 日本精进湖                                         |
| 辛纳赛格湖   | Sionascaig Lacus | 41°31′S 278°07′W / 41.52°S 278.12°W | 143.2      | 苏格兰辛纳赛格湖                                   |
| 索托内拉湖   | Sotonera Lacus   | 76°45′N 17°29′W / 76.75°N 17.49°W   | 63         | 西班牙索托内拉湖                                   |
| 麻雀湖       | Sparrow Lacus    | 84°18′N 64°42′W / 84.3°N 64.7°W     | 81.4       | 加拿大麻雀湖                                       |
| 诹访湖       | Suwa Lacus       | 74°06′N 135°12′W / 74.1°N 135.2°W   | 12         | 日本诹访湖                                         |
| 库尼贡达湖   | Synevyr Lacus    | 81°00′N 53°36′W / 81°N 53.6°W       | 36         | 乌克兰库尼贡达湖                                   |
| 陶波湖       | Taupo Lacus      | 72°42′N 132°36′W / 72.7°N 132.6°W   | 27         | 新西兰陶波湖                                       |
| 田吉兹湖     | Tengiz Lacus     | 73°12′N 105°36′W / 73.2°N 105.6°W   | 70         | 哈萨克斯坦田吉兹湖                                 |
| 多巴湖       | Toba Lacus       | 70°54′N 108°06′W / 70.9°N 108.1°W   | 23.6       | 印度尼西亚多巴湖                                   |
| 十和田湖     | Towada Lacus     | 71°24′N 244°12′W / 71.4°N 244.2°W   | 24         | 日本十和田湖                                       |
| 特里霍尼扎湖 | Trichonida Lacus | 81°18′N 65°18′W / 81.3°N 65.3°W     | 31.5       | 希腊特里霍尼扎湖                                   |
| 长谷湖       | Tsomgo Lacus     | 86°24′S 162°24′W / 86.4°S 162.4°W   | 59         | 印度长谷湖                                         |
| 尔米亚湖     | Urmia Lacu       | 39°16′S 276°33′W / 39.27°S 276.55°W | 28.6       | 伊朗尔米亚湖                                       |
| 乌布苏湖     | Uvs Lacus        | 69°36′N 245°42′W / 69.6°N 245.7°W   | 26.9       | 蒙古乌布苏湖                                       |
| 维纳恩湖     | Vänern Lacus     | 70°24′N 223°06′W / 70.4°N 223.1°W   | 43.9       | 瑞典维纳恩湖                                       |
| 凡湖         | Van Lacus        | 74°12′N 137°18′W / 74.2°N 137.3°W   | 32.7       | 土耳其凡湖                                         |
| 别德马湖     | Viedma Lacus     | 72°00′N 125°42′W / 72°N 125.7°W     | 42         | 阿根廷别德马湖                                     |
| 怀卡雷湖     | Waikare Lacus    | 81°36′N 126°00′W / 81.6°N 126.0°W   | 52.5       | 新西兰怀卡雷湖                                     |
| 维加湖       | Weija Lacus      | 68°46′N 327°41′W / 68.77°N 327.68°W | 12         | 加纳维加大坝                                       |
| 温尼伯湖     | Winnipeg Lacus   | 78°03′N 153°19′W / 78.05°N 153.31°W | 60         | 加拿大温尼伯湖                                     |
| 索洛特兰湖   | Xolotlán Lacus   | 82°18′N 72°54′W / 82.3°N 72.9°W     | 57.4       | 尼加拉瓜索洛特兰湖                                 |
| 耶谢伊湖     | Yessey Lacus     | 73°00′N 110°48′W / 73°N 110.8°W     | 24.5       | 俄罗斯西伯利亚耶谢伊湖                             |
| 约华湖       | Yojoa Lacus      | 78°06′N 54°06′W / 78.1°N 54.1°W     | 58.3       | 洪都拉斯约华湖                                     |
| 伊波阿湖     | Ypoa Lacus       | 73°24′N 132°12′W / 73.4°N 132.2°W   | 39.2       | 巴拉圭伊波阿湖                                     |
| 萨萨湖       | Zaza Lacus       | 72°24′N 106°54′W / 72.4°N 106.9°W   | 29         | 古巴萨萨水库                                       |
| 祖布湖       | Zub Lacus        | 71°42′N 102°36′W / 71.7°N 102.6°W   | 19.5       | 南极洲祖布湖                                       |

### 干湖
| 中文名       | 英文名            | 坐标                               | 长度(公里) | 名称来源                                                                                   |
| ------------ | ----------------- | ---------------------------------- | ---------- | ------------------------------------------------------------------------------------------ |
| 阿塔卡马干湖 | Atacama Lacuna    | 68°12′N 227°36′W / 68.2°N 227.6°W  | 35.9       | 智利间歇湖阿塔卡马盐沼                                                                     |
| 艾尔干湖     | Eyre Lacuna       | 72°36′N 225°06′W / 72.6°N 225.1°W  | 25.4       | 澳大利亚间歇湖艾尔湖                                                                       |
| 吉利特干湖   | Jerid Lacuna      | 66°42′N 221°00′W / 66.7°N 221°W    | 42.6       | 突尼斯南部内流咸水湖吉利特盐湖                                                             |
| 卡奇干湖     | Kutch Lacuna      | 88°24′N 217°00′W / 88.4°N 217°W    | 175        | 印度-巴基斯坦边界盐沼大卡奇沼泽地                                                          |
| 迈勒吉尔干湖 | Melrhir Lacuna    | 64°54′N 212°36′W / 64.9°N 212.6°W  | 23         | 阿尔及利亚间歇湖迈勒吉尔盐湖                                                               |
| 纳库鲁干湖   | Nakuru Lacuna     | 65°49′N 94°00′W / 65.81°N 94°W     | 188        | 肯尼亚纳库鲁湖                                                                             |
| 恩加米干湖   | Ngami Lacuna      | 66°42′N 213°54′W / 66.7°N 213.9°W  | 37.2       | 博茨瓦纳恩加米湖，并且犹如地球上的同名湖一样，它也被认为是一座内流盆地。                   |
| 跑道干湖     | Racetrack Lacuna  | 66°06′N 224°54′W / 66.1°N 224.9°W  | 9.9        | 美国加利福尼亚州间歇湖—跑道干湖                                                            |
| 乌尤尼干湖   | Uyuni Lacuna      | 66°18′N 228°24′W / 66.3°N 228.4°W  | 27         | 乌尤尼盐沼，玻利维亚间歇湖，世界上最大的盐滩。                                             |
| 维利科干湖   | Veliko Lacuna     | 76°48′S 33°06′W / 76.8°S 33.1°W    | 93         | 维利科湖，波斯尼亚和黑塞哥维那间歇湖                                                       |
| 沃伊丘加干湖 | Woytchugga Lacuna | 68°53′N 109°00′W / 68.88°N 109.0°W | 449        | 迹象表明它是一座间歇性的“湖泊”，因此在2013年以澳大利亚威尔坎尼亚附近的沃伊丘加湖命名了它。 |

### 峡湾
| 中文名       | 英文名          | 坐标                                | 所在海洋 | 长度(公里) | 名称来源                                     |
| ------------ | --------------- | ----------------------------------- | -------- | ---------- | -------------------------------------------- |
| 阿纳尔湾     | Arnar Sinus     | 72°36′N 322°00′W / 72.6°N 322°W     | 克拉肯海 | 101        | 阿纳尔，冰岛峡湾                             |
| 阿瓦查湾     | Avacha Sinus    | 82°52′N 335°26′W / 82.87°N 335.43°W | 蓬加海   | 51         | 俄罗斯堪察加半岛阿瓦恰湾                     |
| 巴芬湾       | Baffin Sinus    | 80°21′N 344°37′W / 80.35°N 344.62°W | 克拉肯海 | 110        | 加拿大和格陵兰之间的巴芬湾                   |
| 波尼湾       | Boni SInus      | 78°41′N 345°23′W / 78.69°N 345.38°W | 克拉肯海 | 54         | 印度尼西亚波尼湾                             |
| 丁格尔湾     | Dingle Sinus    | 81°22′N 336°26′W / 81.36°N 336.44°W | 克拉肯海 | 80         | 爱尔兰丁格尔湾                               |
| 法加洛亚湾   | Fagaloa Sinus   | 82°54′N 320°30′W / 82.9°N 320.5°W   | 蓬加海   | 33         | 萨摩亚乌波卢岛法加洛亚湾                     |
| 弗伦斯堡湾   | Flensborg Sinus | 64°54′N 295°18′W / 64.9°N 295.3°W   | 克拉肯海 | 115        | 弗伦斯堡弗尔斯湾，位于丹麦和德国之间的峡湾。 |
| 芬迪湾       | Fundy Sinus     | 83°16′N 315°38′W / 83.26°N 315.64°W | 蓬加海   | 91         | 加拿大芬迪湾是世界上潮汐最大的地方           |
| 加贝斯湾     | Gabes Sinus     | 67°36′N 289°36′W / 67.6°N 289.6°W   | 克拉肯海 | 147        | 突尼斯加贝斯湾或小瑟提斯湾                   |
| 热那亚湾     | Genova Sinus    | 80°07′N 326°37′W / 80.11°N 326.61°W | 克拉肯海 | 125        | 意大利热那亚湾                               |
| 昆巴鲁湾     | Kumbaru Sinus   | 56°48′N 303°48′W / 56.8°N 303.8°W   | 克拉肯海 | 122        | 印度的海湾                                   |
| 卢沃斯湾     | Lulworth Sinus  | 67°11′N 316°53′W / 67.19°N 316.88°W | 克拉肯海 | 24         | 英格兰南部的卢沃斯湾                         |
| 舞鹤湾       | Maizuru Sinus   | 78°54′N 352°32′W / 78.9°N 352.53°W  | 克拉肯海 | 92         | 日本舞鹤湾                                   |
| 曼扎湾       | Manza Sinus     | 79°17′N 346°06′W / 79.29°N 346.1°W  | 克拉肯海 | 37         | 坦桑尼亚曼扎湾                               |
| 马里湾       | Moray Sinus     | 76°36′N 281°24′W / 76.6°N 281.4°W   | 克拉肯海 | 204        | 苏格兰马里河口湾                             |
| 尼科亚湾     | Nicoya Sinus    | 74°48′N 251°12′W / 74.8°N 251.2°W   | 丽姬亚海 | 130        | 哥斯达黎加尼科亚湾                           |
| 奥卡胡湾     | Okahu Sinus     | 73°42′N 282°00′W / 73.7°N 282°W     | 克拉肯海 | 141        | 新西兰奥克兰附近的奥卡胡湾                   |
| 帕托斯湾     | Patos Sinus     | 77°12′N 224°48′W / 77.2°N 224.8°W   | 丽姬亚海 | 103        | 智利帕托斯峡湾                               |
| 普吉特湾     | Puget Sinus     | 82°24′N 241°06′W / 82.4°N 241.1°W   | 丽姬亚海 | 93         | 美国华盛顿州普吉特海湾                       |
| 罗姆巴肯湾   | ombaken Sinus   | 75°18′N 232°54′W / 75.3°N 232.9°W   | 丽姬亚海 | 92.5       | 挪威罗姆巴肯峡湾                             |
| 萨尔达尼亚湾 | Saldanha Sinus  | 82°25′N 322°30′W / 82.42°N 322.5°W  | 蓬加海   | 18         | 南非萨尔达尼亚湾                             |
| 斯凯尔顿湾   | Skelton Sinus   | 76°48′N 314°54′W / 76.8°N 314.9°W   | 克拉肯海 | 73         | 南极洲靠近罗斯海的斯凯尔顿冰川               |
| 特罗尔德湾   | Trold Sinus     | 71°18′N 292°42′W / 71.3°N 292.7°W   | 克拉肯海 | 118        | 加拿大努纳武特地区特罗尔德峡湾地层           |
| 图马科湾     | Tumaco Sinus    | 82°33′N 315°13′W / 82.55°N 315.22°W | 蓬加海   | 31         | 哥伦比亚港口城市和海湾图马科                 |
| 图努湾       | Tunu Sinus      | 79°12′N 299°48′W / 79.2°N 299.8°W   | 克拉肯海 | 134        | 格陵兰图努峡湾                               |
| 若狭湾       | Wakasa Sinus    | 80°42′N 270°00′W / 80.7°N 270°W     | 丽姬亚海 | 146        | 日本若狭湾                                   |
| 沃尔维斯湾   | Walvis Sinus    | 58°12′N 324°06′W / 58.2°N 324.1°W   | 克拉肯海 | 253        | 纳米比亚沃尔维斯湾                           |

### 岛屿
| 中文名           | 英文名            | 坐标                                | 所在海洋 | 名称来源                                                                       |
| ---------------- | ----------------- | ----------------------------------- | -------- | ------------------------------------------------------------------------------ |
| 百慕大           | Bermoothes Insula | 67°06′N 317°06′W / 67.1°N 317.1°W   | 克拉肯海 | 百慕大，莎士比亚《暴风雨》中被施加了法术的岛。                                 |
| 比米尼岛         | Bimini Insula     | 73°18′N 305°24′W / 73.3°N 305.4°W   | 克拉肯海 | 比米尼岛，阿拉瓦克人传说中有青春泉的岛屿。                                     |
| 巴拉尔库岛       | Bralgu Insula     | 76°12′N 251°30′W / 76.2°N 251.5°W   | 丽姬亚海 | 巴拉尔库是雍古族文化中的死亡岛及三位创世兄妹的出生地—詹格武尔。                |
| 布扬岛           | Buyan Insula      | 77°18′N 245°06′W / 77.3°N 245.1°W   | 丽姬亚海 | 布扬岛，俄罗斯民间传说中位于波罗的海南岸的一座岩石岛屿。                       |
| 哈瓦基岛         | Hawaiki Insulae   | 84°19′N 327°04′W / 84.32°N 327.07°W | 蓬加海   | 哈瓦基岛，当地神话中波利尼西亚人的故乡。                                       |
| 胡法伊德岛       | Hufaidh Insulae   | 67°00′N 320°18′W / 67°N 320.3°W     | 克拉肯海 | 胡法伊德，伊拉克南部沼泽中的传奇岛屿。                                         |
| 克罗西利岛       | Krocylea Insulae  | 69°06′N 302°24′W / 69.1°N 302.4°W   | 克拉肯海 | 克罗西利，希腊神话里伊奥尼亚海中靠近伊薩基島的岛屿。                           |
| 梅达岛           | Mayda Insula      | 79°06′N 312°12′W / 79.1°N 312.2°W   | 克拉肯海 | 梅达岛，传说中大西洋东北的小岛                                                 |
| 淡路岛           | Onogoro Insula    | 83°17′N 311°42′W / 83.28°N 311.7°W  | 蓬加海   | 淡路岛，日本神话中的岛屿。                                                     |
| 蓬莱岛           | Penglai Insula    | 72°12′N 308°42′W / 72.2°N 308.7°W   | 克拉肯海 | 蓬莱仙境，中国神话中神仙居住的海上神山。                                       |
| 叙姆普勒加得斯岛 | Planctae Insulae  | 77°30′N 251°18′W / 77.5°N 251.3°W   | 丽姬亚海 | 叙姆普勒加得斯，博斯普鲁斯海峡中的“撞岩”，据说只有阿尔戈号成功地绕过了该磐岩。 |
| 罗伊洛岛         | Royllo Insula     | 38°18′N 297°12′W / 38.3°N 297.2°W   | 克拉肯海 | 罗伊洛，位于大西洋中的传奇岛屿，靠近安提利亚和圣布兰丹，接近未知的边缘。       |

## 图集

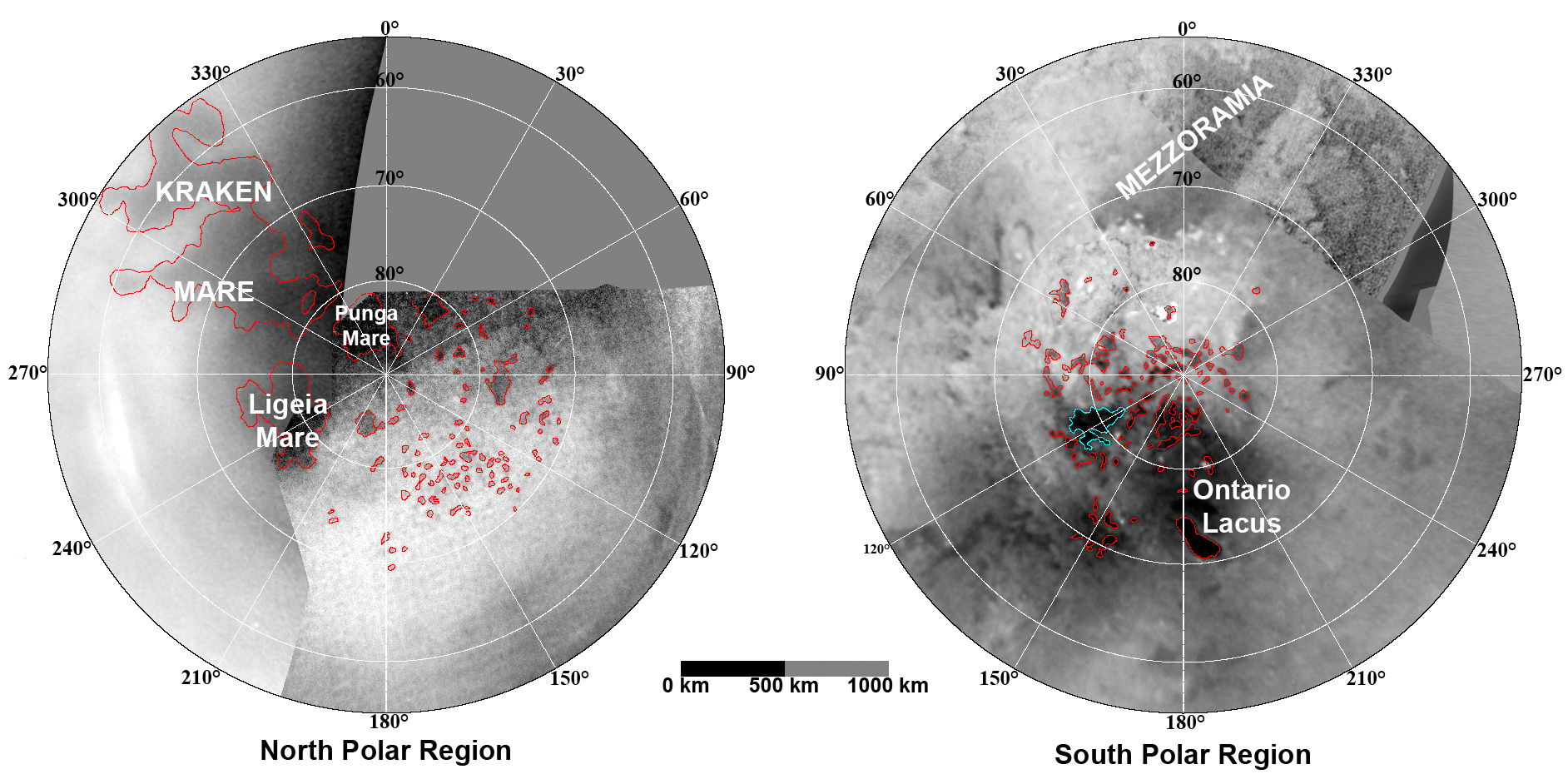
根据卡西尼号成像科学子系统显示的碳氢化合物湖泊和海洋图像绘制的土卫六极地区地图。液态烃体用红色标出；蓝色轮廓线表示在2004-2005年期间出现的液体。
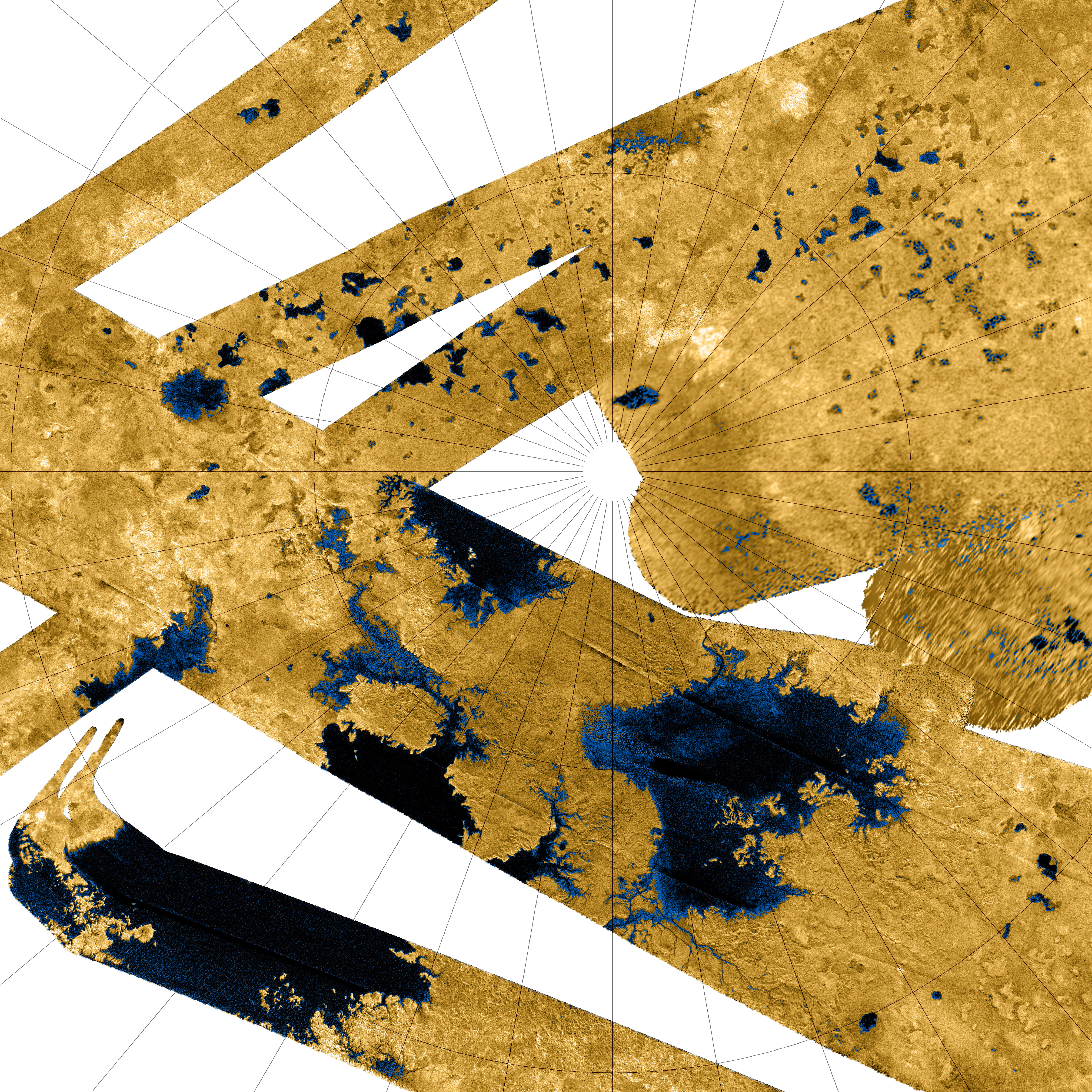
“卡西尼号”合成孔径雷达绘制的土卫六北极区高分辨率伪色拼接图，显示了碳氢化合物海洋、湖泊和支流网道，蓝色表示由液态乙烷、甲烷和溶解的氮气形成的低雷达反射率区。左下角的克拉肯海大约一半位于图像之外；丽姬亚海为右下角大区域；中部偏左边是蓬加海就；镜泊湖就位于克拉肯海上方，而博尔塞纳湖则在它的正上方。
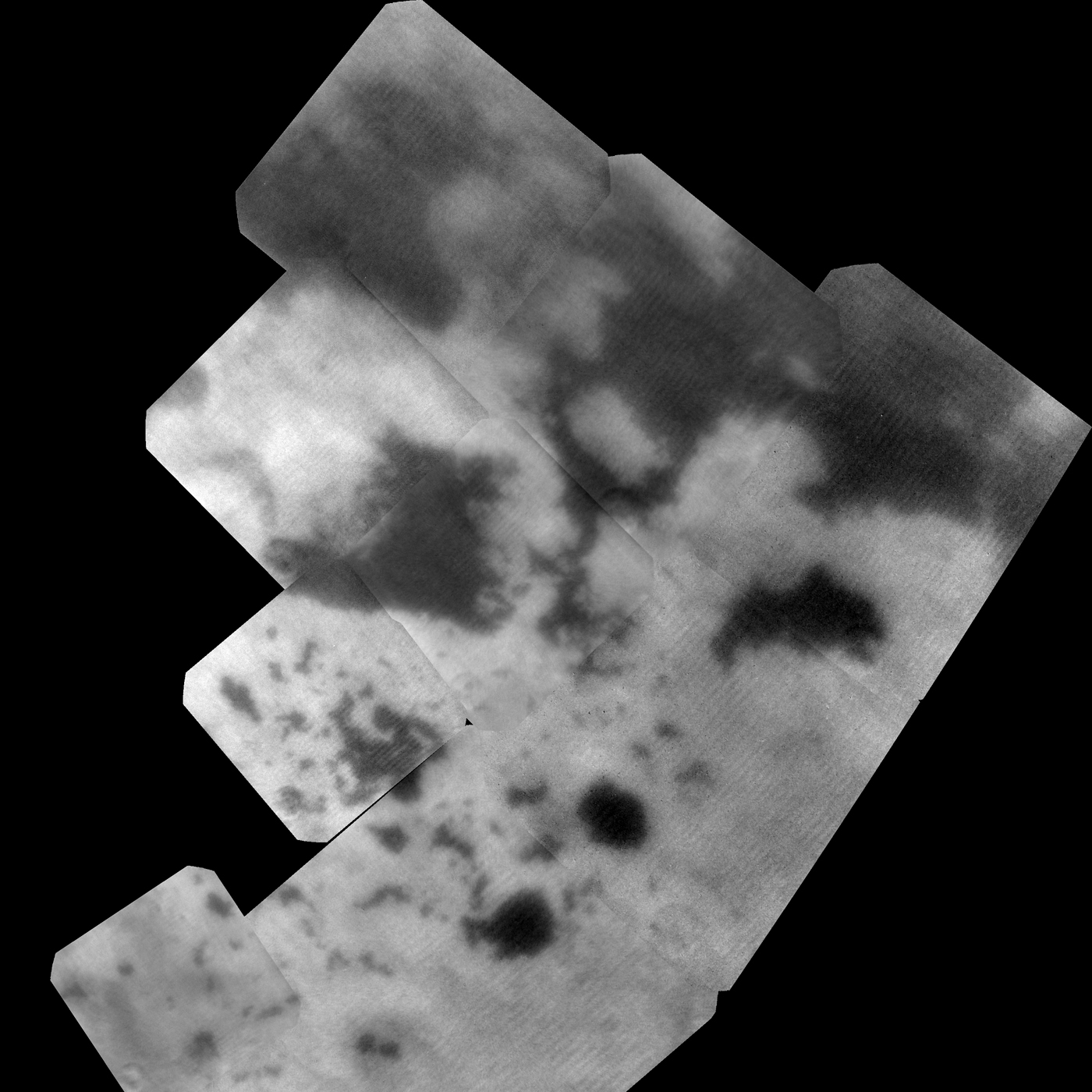
“卡西尼”号拍摄的土卫六北极海域和湖泊近红外图像，顶部是丽姬亚海、蓬加海位于它的下面，克拉肯海则在它的右下方。
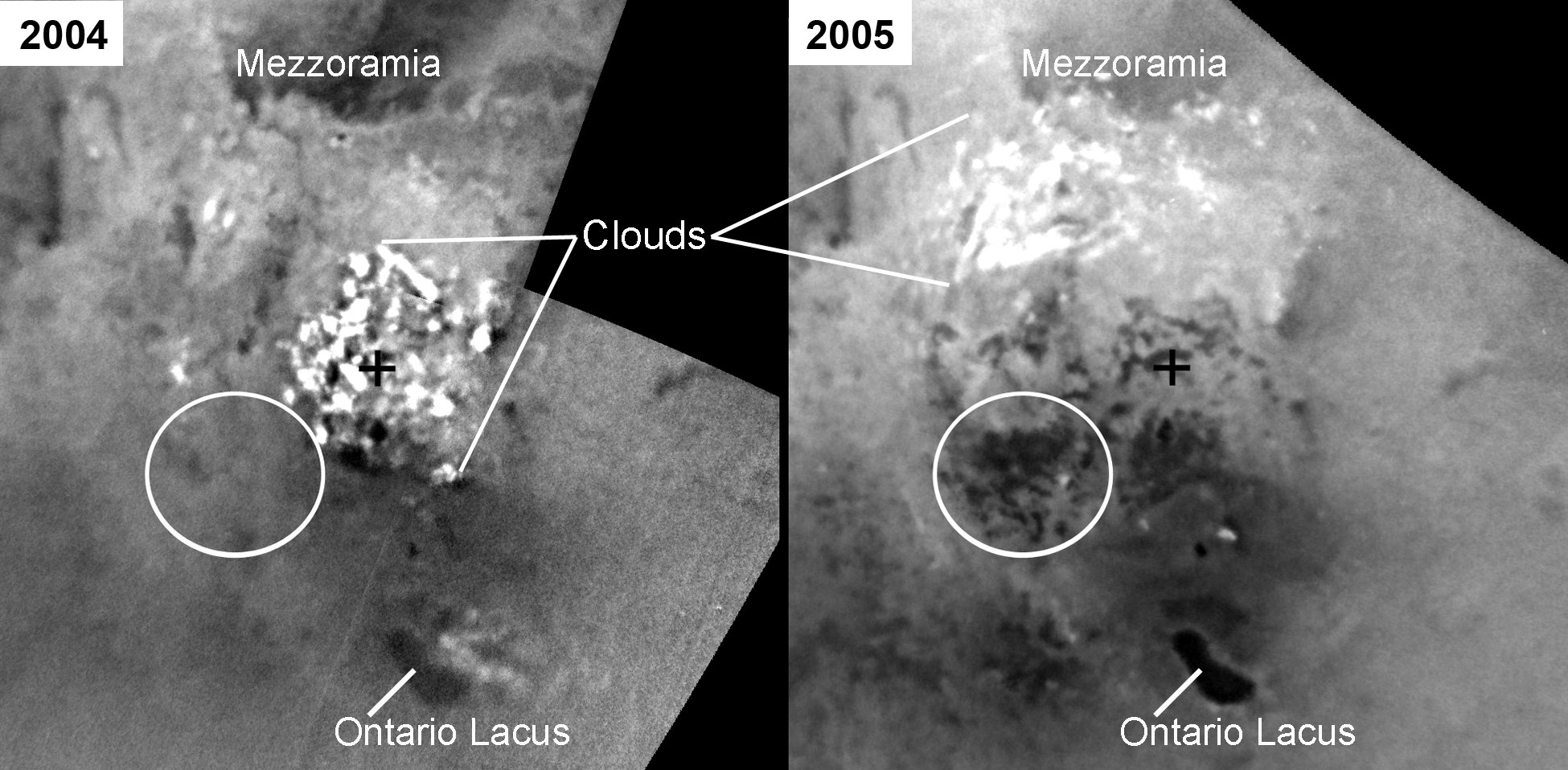
2004年7月至2005年6月期间，土卫六南极区低地平原阿拉基斯平原上出现了一些新的黑色特征，后被解释为由2004年10月在该地区观测到的云团降水所产生的新液态烃体。
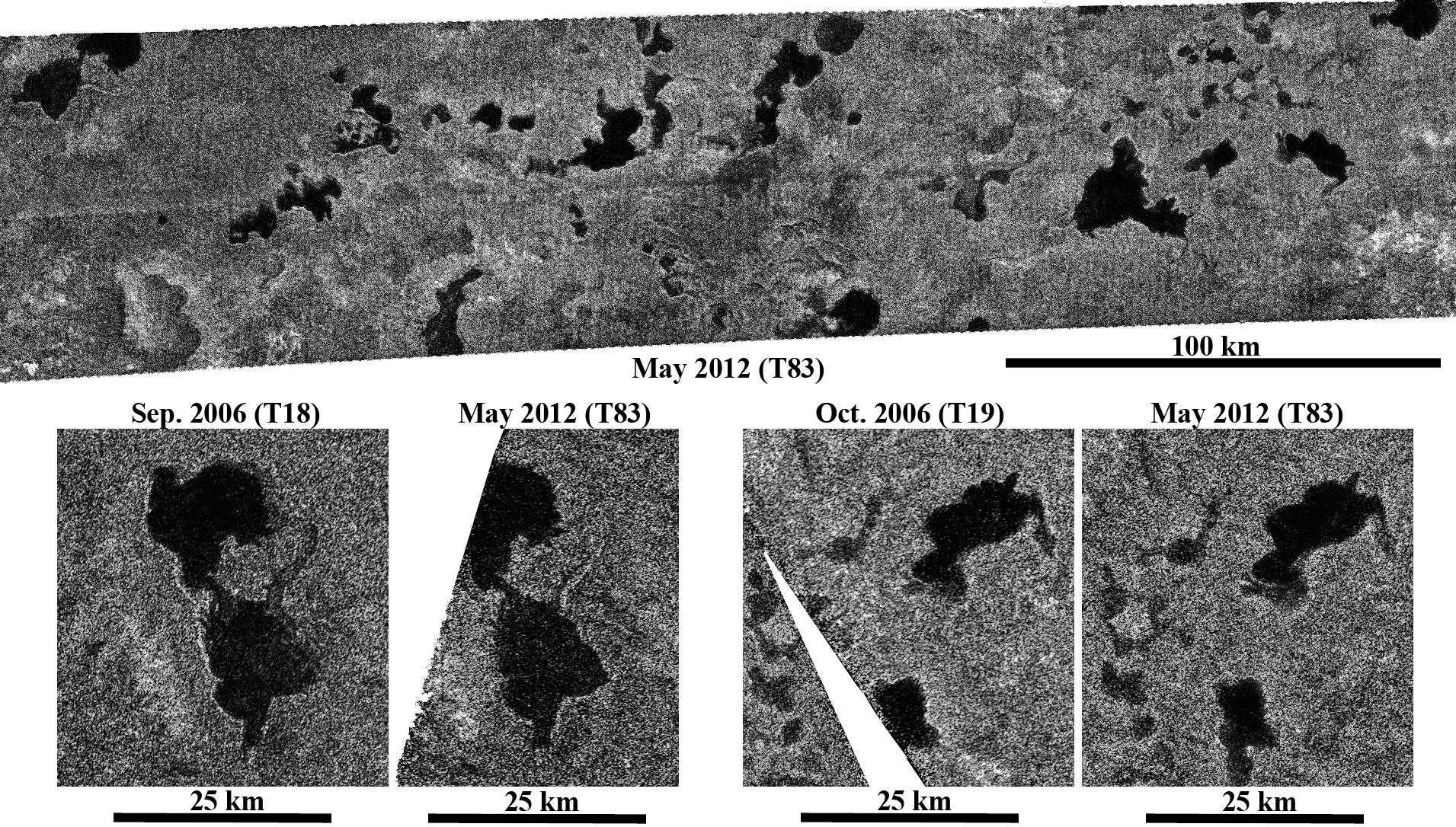
土卫六的北极湖泊似乎已经稳定了至少一个土卫六季节（七个地球年）。
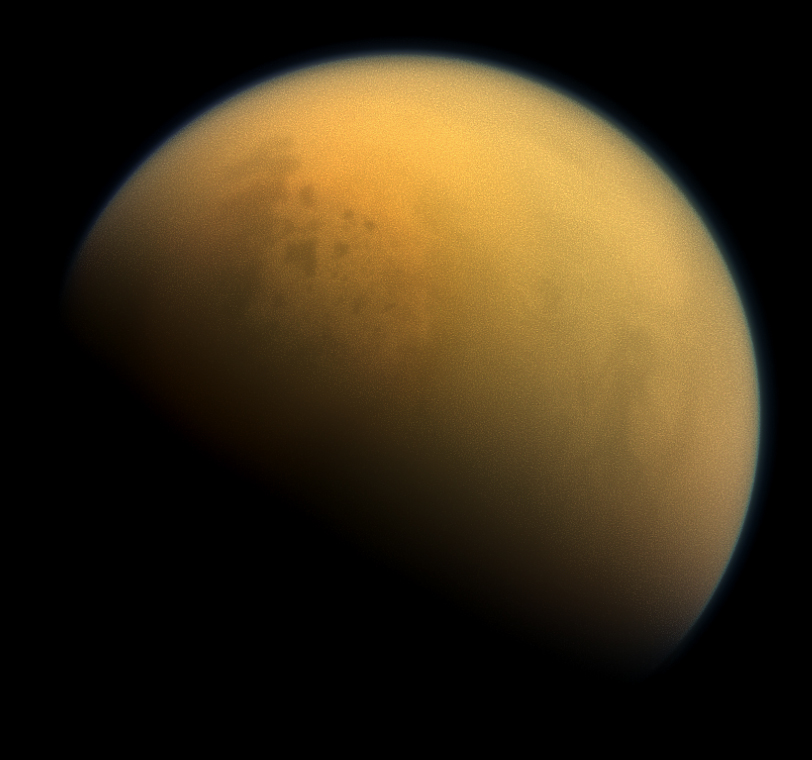
可见光-近红外下的土卫六自然色视图，左上方显示了它的北极海洋和湖泊。

## 另请查看
- 太阳系最大湖泊和海洋列表
- 土卫六表面特征列表